# HD 33283
HD 33283 ist ein etwa 280 Lichtjahre entfernter Hauptreihenstern der Spektralklasse G im Sternbild Hase (Lepus). Er besitzt eine scheinbare Helligkeit von 8,05 mag.
Im Jahre 2006 entdeckten Johnson et al. einen Exoplaneten, der diesen Stern umkreist und die systematische Bezeichnung HD 33283 b trägt.